# Hadid (Israël)
Pour les articles homonymes, voir Hadid.
Hadid (hébreu: חָדִיד) est un moshav du centre d’Israël dans le district centre.